# Ignacio Pereira
Ignacio Agustín Pereira González, noto semplicemente come Ignacio Pereira (Montevideo, 14 aprile 1998), è un calciatore uruguaiano, attaccante del Real Cartagena.

## Caratteristiche tecniche
È un'ala sinistra.

## Carriera
Cresciuto nel settore giovanile del Nacional, dopo aver passato l'annata 2017-2018 nelle giovanili dell'Independiente, è stato ceduto al Fénix. Ha debuttato in prima squadra il 22 luglio 2018 disputando l'incontro di Primera División Profesional perso 1-0 contro il Rampla Juniors.